# Rome (New York)
|  | Dieser Artikel wurde aufgrund von inhaltlichen Mängeln auf der Qualitätssicherungsseite des Projektes USA eingetragen. Hilf mit, die Qualität dieses Artikels auf ein akzeptables Niveau zu bringen, und beteilige dich an der Diskussion! Eine nähere Beschreibung der zu behebenden Mängel fehlt. |

Rome ist eine Stadt in Oneida County (New York) mit 32.127 Einwohnern (Stand: Volkszählung 2020). Die Stadt bildet zusammen mit Utica und ihrem gemeinsamen Umland das Utica–Rome metropolitan area im nördlichen Zentrum des Bundesstaats New York. Politisch gehört sie zum New York's 24th congressional district.
Mit einer Fläche von 190,0 km² ist die Stadt der zweitgrößte Ort nach Fläche im Bundesstaat New York. Rome liegt 139 Meter über dem Meer.

## Geschichte
Die Geschichte der Stadt geht auf das Jahr 1758 zurück, als das britische Militär das Fort Stanwix zu errichten begann. Spätestens als 1763 das Bauwerk bezogen wurde, entstand eine Siedlung dort herum. 1796 erhielt der Ort zunächst den Namen Lynchville. 1777 hatten Oneida-Indianer und amerikanische Patrioten unter Col. Peter Gansevoort gegen die Briten im Rahmen des Amerikanischen Unabhängigkeitskriegs gekämpft und das Fort Stanwix gehalten. Die Briten wurden von Gen. Barry St. Leger kommandiert.

## Sonstiges
Rome ist an das Schienennetz von Amtraks Empire Service angebunden.
In Rome ist der NORAD Northeast Air Defense Sector (NEADS) stationiert (militärischer Luftüberwachungssektor der U.S. Air Force).
Rome ist Schauplatz im Roman Lederstrumpf.
In Rome fand im Juli 1999 das Musikfestival Woodstock III statt.

## Söhne und Töchter der Stadt
- Benjamin Wright Raymond (1801–1883), Politiker
- Norman B. Judd (1815–1878), Politiker
- Charles H. Larrabee (1820–1883), Offizier, Jurist und Politiker
- Asa S. Bushnell (1834–1904), Politiker
- Beda Hess (1885–1953), Generalminister der Minoriten
- Stuart N. Lake (1889–1964), Autor
- Jerry Cook (* 1943), NASCAR-Rennfahrer
- Pat Riley (* 1945), Basketballspieler und -trainer
- Roberta Guaspari (* 1947), Violinpädagogin
- Joseph H. Boardman (1948–2019), Staatsbediensteter und Präsident von Amtrak
- Bruce Davidson (* 1949), Pferdezüchter und Vielseitigkeitsreiter
- Jim Ferlo (1951–2022), Politiker
- Tom Sestito (* 1987),  italo-amerikanischer Eishockeyspieler
- Virginia  Thrasher (* 1997), Sportschützin